# برانكو كوفاتشيفيتش
برانكو كوفاتشيفيتش (بالصربية: Бранко Ковачевић)‏ هو مهندس صربي، ولد في 29 يونيو 1951 في بلغراد في صربيا.